# Claudia Michelsen

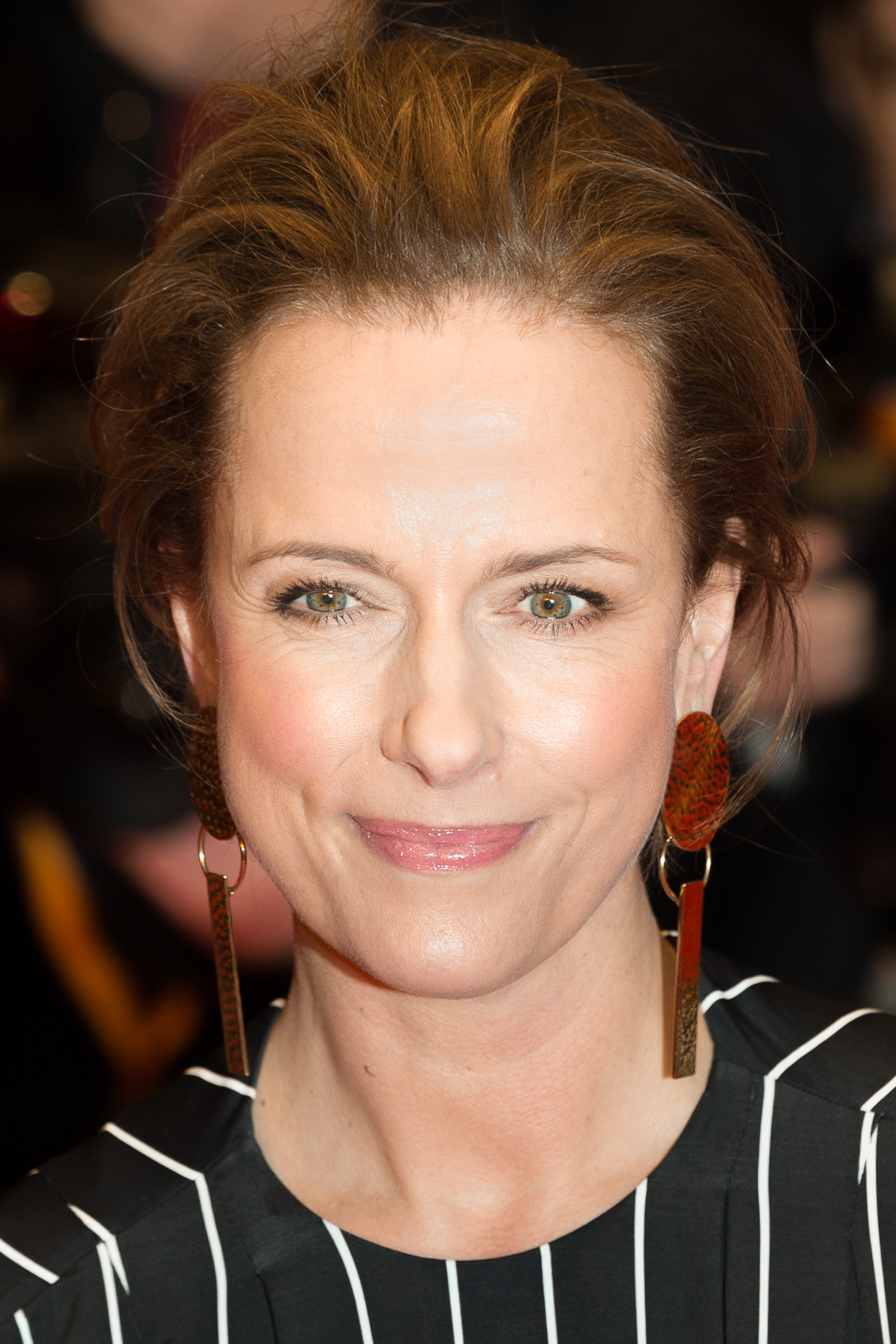
Claudia Michelsen auf der Berlinale 2017

Claudia Michelsen (* 4. Februar 1969 in Dresden) ist eine deutsche Schauspielerin. Ihre Karriere begann sie in der DDR an der Volksbühne Berlin. Seit 1989 stand sie bislang in über 110 Film- und Fernsehproduktionen vor der Kamera.

## Leben

### Herkunft und Ausbildung
Claudia Michelsen ist die Tochter einer Zahnärztin und des Komponisten Udo Zimmermann, den sie allerdings erst mit 15 Jahren kennengelernt hat.  Der spätere Mann ihrer Mutter adoptierte sie und gab ihr seinen Nachnamen. Sie interessierte sich für die darstellenden Künste, aber auch für das Leben außerhalb der DDR. Sie hatte erwogen, Funkoffizierin bei der Handelsflotte zu werden, entschied sich aber mit ihrer Freundin Christine Hoppe zusammen für eine Ausbildung an der Hochschule für Schauspielkunst Ernst Busch in Berlin, die sie von 1985 bis 1989 absolvierte.

### Privates
Michelsen heiratete den deutschen Regisseur Josef Rusnak und zog 1995 zu ihm nach Los Angeles, wo 1997 ihre gemeinsame Tochter, die deutsch-US-amerikanische Schauspielerin Lina Rusnak, geboren wurde. Nach ihrer Scheidung im Sommer 2001 kehrte Michelsen nach Deutschland zurück.  Von 2002 bis 2013 lebte sie mit dem Schweizer Schauspieler Anatole Taubman zusammen, dem Vater ihrer zweiten Tochter. Sie lebt in Berlin.

## Karriere

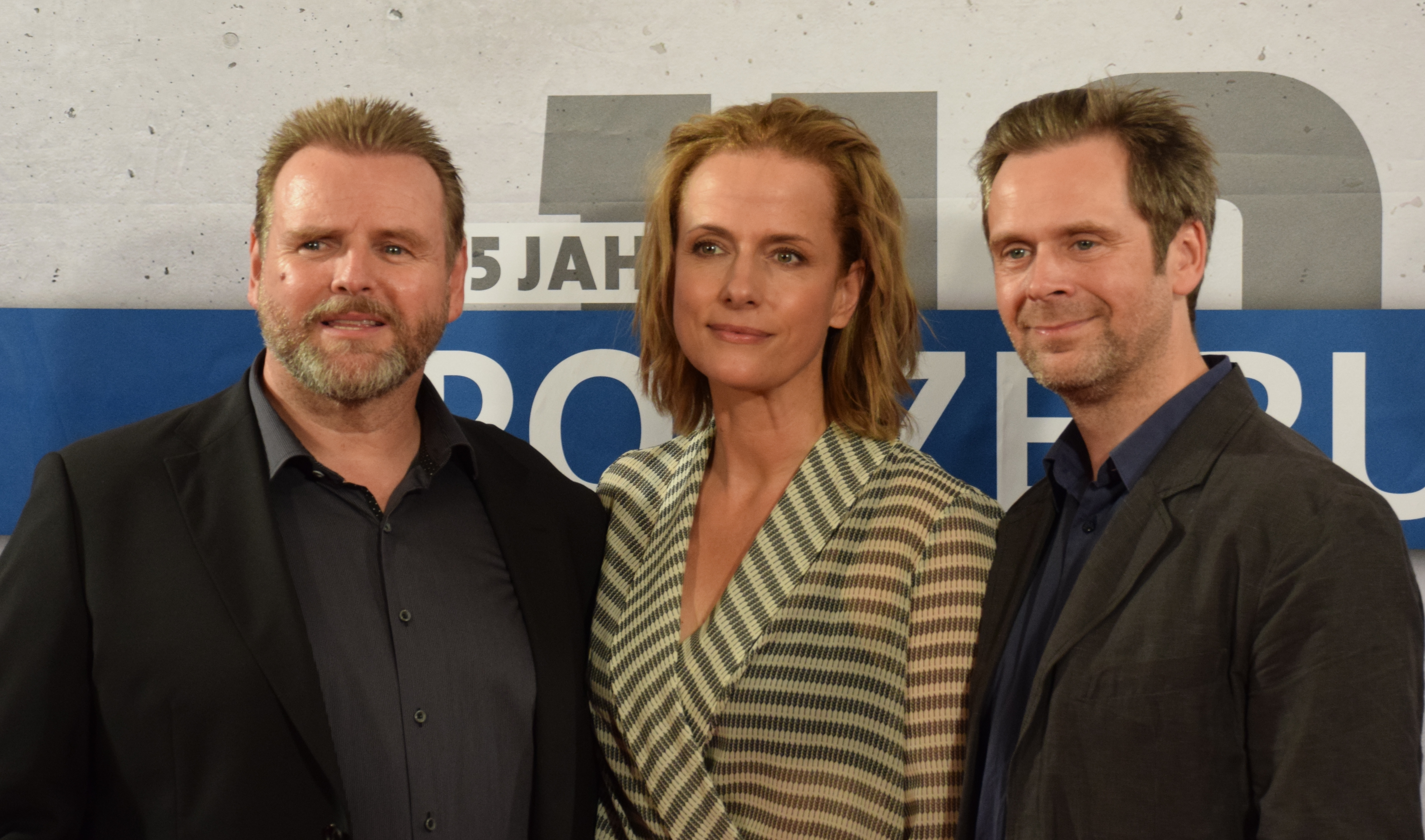
Claudia Michelsen mit Felix Vörtler (l.) und Matthias Matschke (r.), 2016

Während ihrer Studienzeit gab Claudia Michelsen ihr Filmdebüt in Rainer Simons Die Besteigung des Chimborazo (1989). Im selben Jahr spielte sie die Rolle der Marlott in der Verfilmung des Romans Pause für Wanzka, erstmals ausgestrahlt am 16. April 1990 im 1. Programm des Deutschen Fernsehfunks. Nach Abschluss ihrer Ausbildung erhielt sie ein Engagement an der Berliner Volksbühne. 1991 spielte sie eine Doppelrolle in dem Film Deutschland Neu(n) Null von Jean-Luc Godard. 1995 wurde sie für die Hauptrolle der Rita in dem Fernsehfilm Das schafft die nie von Lih Janowitz als beste Nachwuchsdarstellerin mit dem Max-Ophüls-Preis ausgezeichnet.
Im Jahr 2000 übernahm sie neben Boris Aljinovic und Jürgen Tarrach in dem Kinofilm Drei Chinesen mit dem Kontrabass die weibliche Hauptrolle der Rike. 2002 war sie in der Hauptrolle des preisgekrönten Psychothrillers Der Anwalt und sein Gast an der Seite von Heino Ferch und Götz George zu sehen. 2004 agierte sie in Dennis Gansels Filmdrama Napola – Elite für den Führer als Frau Stein, die Mutter des von Tom Schilling dargestellten Albrecht Stein. 2005 war sie erneut an der Seite Ferchs in Johannes Griesers Psychothriller Hölle im Kopf als dessen Filmehefrau zu sehen. In dem österreichischen Spielfilm 42plus übernahm sie die Hauptrolle der Talkshow-Chefredakteurin Christine, die sich in einer Midlife-Crisis befindet. 2008 spielte sie neben Devid Striesow die Rolle der Stasi-Gefangenen Bettina in dem für den Grimme-Preis nominierten Drama 12 heißt: Ich liebe dich.
Seit 1994 tritt Michelsen in Fernsehserien und -reihen auf, oft in tragenden Rollen, so in Liebling Kreuzberg, Die Männer vom K3, Tatort, Das Duo, Der Alte, Der letzte Zeuge, Bloch und Wilsberg. In der Fernsehserie Kanzleramt verkörperte sie 2005 die außenpolitische Beraterin des Bundeskanzlers. Von 2009 bis 2012 spielte sie in dem vom ZDF ausgestrahlten Freitagskrimi Flemming an der Seite von Samuel Finzi die Kommissariatsleiterin Ann Gittel. Seit 2013 ist Michelsen in der ARD-Krimireihe Polizeiruf 110 die Magdeburger Kriminalhauptkommissarin Doreen Brasch. Zwischen 2016 und 2021 war sie als Mutter, Geliebte und Tanzlehrerin Caterina Schöllack in den ZDF-Mehrteilern Ku’damm 56, Ku’damm 59 und Ku’damm 63 zu sehen, die am Beispiel einer Westberliner Tanzschule Themen der deutschen Zeitgeschichte aufarbeitet.
2023 trat sie zusammen mit dem Schlagzeuger Stefan Weinzierl in einer Konzertlesungs-Adaption von Michael Endes Momo auf.
Claudia Michelsen gehört seit der Gründung des Michael-Althen-Preises für Kritik im Jahre 2012 dessen Jury an.

## Filmografie

### Kino
- 1989: Die Besteigung des Chimborazo
- 1991: Wer hat Angst vor rotgelbblau?
- 1991: Deutschland Neu(n) Null
- 1996: Brennendes Herz
- 2000: Drei Chinesen mit dem Kontrabass
- 2000: Falling Rocks
- 2001: Der Tunnel
- 2004: Napola – Elite für den Führer
- 2006: Die Wilden Kerle 3
- 2006: Maria an Callas
- 2006: Paulas Geheimnis
- 2006: Fay Grim
- 2007: 42plus
- 2009: Die Päpstin
- 2014: Honig im Kopf
- 2016: Vier gegen die Bank
- 2018: Mackie Messer – Brechts Dreigroschenfilm
- 2019: Das Ende der Wahrheit
- 2019: Totgeschwiegen
- 2022: In einem Land, das es nicht mehr gibt
- 2024: Blindgänger

### Fernsehfilme
- 1989: Ich, Thomas Müntzer, Sichel Gottes
- 1990: Pause für Wanzka
- 1992: Lenz
- 1994: Das schafft die nie
- 1995: Wilder Westerwald
- 1995: Mörderische Zwillinge
- 1996: Sünde einer Nacht
- 1996: Zwei vom gleichen Schlag
- 1997: Todesspiel
- 1999: Letzter Atem
- 1999: Survivor: Das Grauen aus dem ewigen Eis
- 1999: Der Todeszug
- 2001: Entscheidung im Eis – Eine Frau jagt einen Mörder
- 2003: Der Anwalt und sein Gast
- 2004: Die schöne Braut in Schwarz
- 2005: Hölle im Kopf
- 2006: Auf ewig und einen Tag
- 2007: Der geheimnisvolle Schatz von Troja
- 2007: Die Entführung
- 2007: Der Mustervater 2: Opa allein zu Haus
- 2007: 12 heißt: Ich liebe dich
- 2007: Der Kronzeuge
- 2008: Mordgeständnis
- 2009: Der Mann auf der Brücke
- 2009: Sieben Tage
- 2009: Mensch Kotschie
- 2010: Das letzte Schweigen
- 2011: Der Chinese (Zweiteiler)
- 2011: Und dennoch lieben wir
- 2012: Der Turm (Zweiteiler)
- 2012: Sprinter – Haltlos in die Nacht
- 2013: Stärke 6
- 2013: Grenzgang
- 2014: Männertreu
- 2014: Die Legende der Maske
- 2014: Seitensprung
- 2014: In der Falle
- 2015: Aus der Haut
- 2015: Im Zweifel
- 2016: Ku’damm 56 (Dreiteiler)
- 2017: Der gleiche Himmel (Dreiteiler)
- 2017: Götter in Weiß
- 2017: Hit Mom – Mörderische Weihnachten
- 2018: Ku’damm 59 (Dreiteiler)
- 2018: Alles Isy
- 2018: Angst in meinem Kopf
- 2021: Ku’damm 63 (Dreiteiler)
- 2021: Immer der Nase nach
- 2022: Auf dem Grund
- 2022: Du sollst hören

### Fernsehserien und -reihen
- 1994: Liebling Kreuzberg (Folge Speckkartoffeln mit Pflaumen)
- 1996: Die Männer vom K3 (Folge Kurz nach Mitternacht)
- 2001: Tatort: Der lange Arm des Zufalls
- 2003: Tatort: Mutterliebe
- 2004: Der Ermittler (Folge Schönheitsfehler)
- 2004: Das Duo: Falsche Träume
- 2005: Kanzleramt (12 Folgen)
- 2005: Der Alte (Folge Die Farbe des Todes)
- 2006: Blackout – Die Erinnerung ist tödlich (6 Folgen)
- 2007: Der letzte Zeuge (Folge Martinspassion)
- 2007: Tatort: Nachtgeflüster
- 2009–2012: Flemming (22 Folgen)
- 2010: Bloch: Die Geisel
- 2011: Tatort: Unter Druck
- 2011: Tatort: Nasse Sachen
- 2011: Tatort: Das Dorf
- 2012: Wilsberg: Aus Mangel an Beweisen
- 2012: Das Duo: Tote lügen besser
- seit 2013: Polizeiruf 110 (→ siehe Doreen Brasch)
- 2015: Block B – Unter Arrest (4 Folgen)
- 2015: Crossing Lines (Folge Selbstjustiz)
- 2016: Berlin Station (7 Folgen)
- 2018: Beat (7 Folgen)
- 2019: Joachim Vernau – Totengebet
- 2020: Die verlorene Tochter (6 Folgen)
- 2022: Das Begräbnis
- 2023: Das Fest der Liebe (3 Folgen)
- 2023: Asbest (Serie)
- 2024: Informant – Angst über der Stadt (6 Folgen)

### Synchronrollen
- 2014: Der kleine Drache Kokosnuss als Adele

## Theatrografie (Auswahl)
- 1989: Hamlet von William Shakespeare als Ophelia an der Volksbühne Berlin (Regie: Siegfried Höchst)
- 1989–1991: Zeit der Wölfe von Ulrich Plenzdorf an der Volksbühne Berlin (Regie: Siegfried Höchst)
- 1990: Clavigo von Johann Wolfgang Goethe als Marie an der Volksbühne Berlin (Regie: Henry Hübchen)
- 1991: Mauser von Heiner Müller als Frau am Deutschen Theater Berlin, (Regie: Heiner Müller)
- 1991: Wann haben Sie zuletzt Ihre Hosen gesehen? an der Volksbühne Berlin (Regie: B. K. Tragelehn)
- 1992–1993: Rheinische Rebellen von Arnolt Bronnen als Gien an der Volksbühne Berlin (Regie: Frank Castorf)
- 1993–1995: Rosa Luxemburg – Rote Rosen für Dich von George Tabori als Ulrike Meinhof an der Volksbühne Berlin (Regie: Johann Kresnik)
- 1994–1995: Der Sturm von William Shakespeare als Miranda an der Volksbühne Berlin (Regie: Christoph Marthaler)
- 1995: Der Illusionist von Sacha Guitry als Mrs Hopkins an der Schaubühne am Halleschen Ufer (Regie: Luc Bondy)

## Hörspiele und Hörbücher (Auswahl)
- Sag mir, dass du mich liebst – Marlene Dietrich und Erich Maria Remarque von Evelyn Dörr, (NDR, Live-Radio, Sendesaal Funkhaus Hannover, 26. September 2002)
- Der Chinese von Henning Mankell, Hörbuch Hamburg
- Die Chirurgin von Tess Gerritsen, Reihe: Brigitte Starke Stimmen Random House Audio
- Die Meerfrau von Sue Monk Kidd, Random House Audio
- Letzter Gruß von James Patterson, Liza Marklund Übersetzung: Anne von Canal, Dagmar Lendt, Random House Audio
- Niemals ohne sie von Jocelyne Saucier, Übersetzung: Sonja Finck, Random House Audio, 2019
- Die Suche von Charlotte Link, Random House Audio, 2018
- Ohne Schuld von Charlotte Link, Random House Audio, 2020

## Auszeichnungen

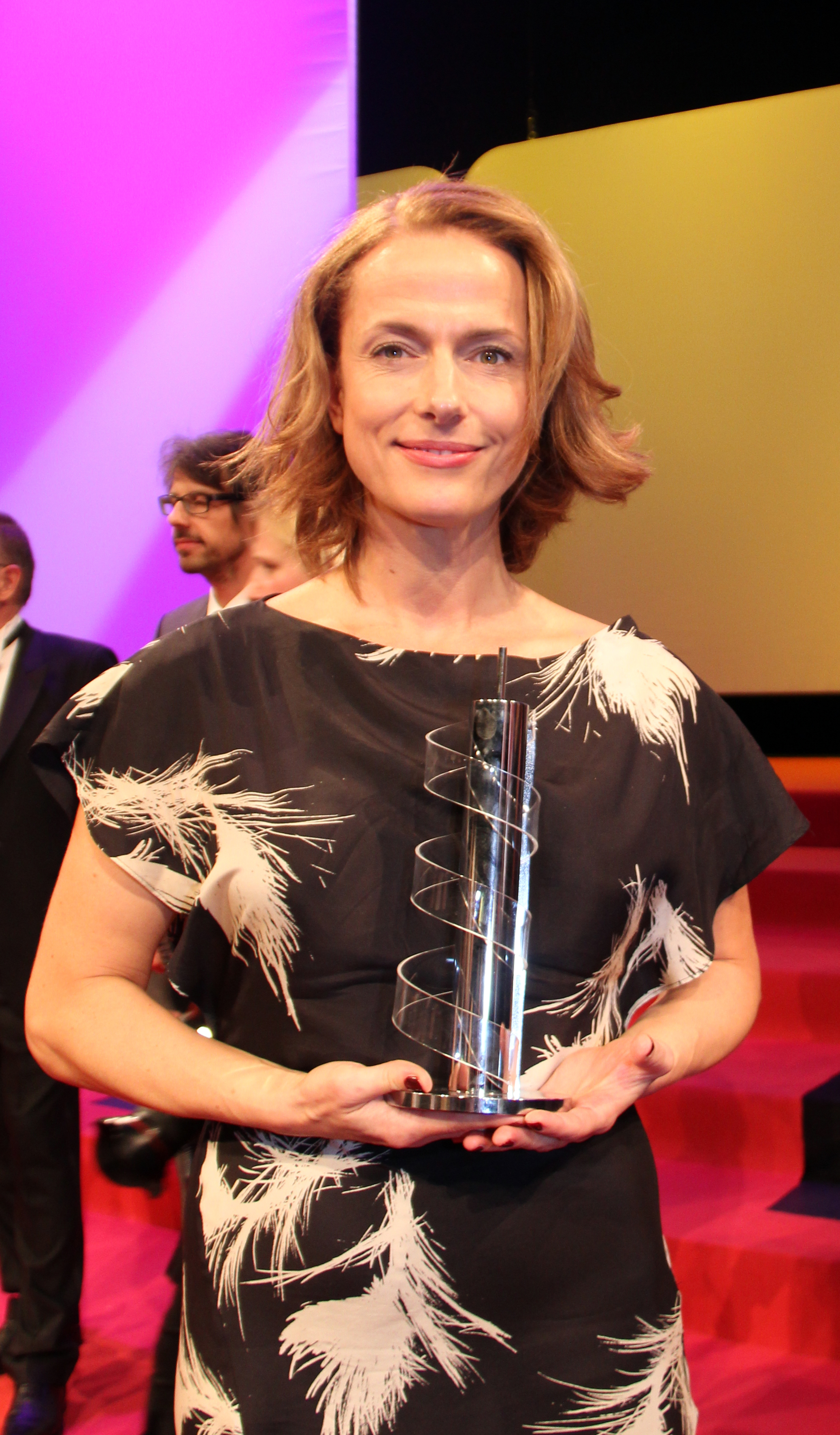
Claudia Michelsen 2012 bei der Verleihung des Hessischen Film- und Kinopreises

- 2000: Max Ophüls Darstellerpreis für Das schafft die nie
- 2008: Fipa d’Or des Festival International de Programmes Audiovisuels (FIPA) in Biarritz als beste Schauspielerin in der Kategorie Drama für 12 heißt: ich liebe Dich
- 2008: Nominierung Deutscher Fernsehpreis als beste deutsche Schauspielerin für 12 heißt: ich liebe Dich
- 2008: Nominierung Goldene Kamera als beste deutsche Schauspielerin für 12 heißt: ich liebe Dich
- 2011: Nominierung Hessischer Film- und Kinopreis als beste Schauspielerin für Und dennoch lieben wir
- 2012: Hessischer Fernsehpreis für ihre Rolle in Der Turm
- 2013: Goldene Kamera als beste deutsche Schauspielerin für Der Turm
- 2013: Grimme-Preis für Der Turm
- 2014: Grimme-Preis für Grenzgang
- 2014: Stern auf dem Boulevard der Stars in Berlin
- 2021: Festival des deutschen Films: Preis für Schauspielkunst
- 2021: Goldene Henne[9]